# 渔舟蜑螺
渔舟蜑螺（学名：Nerita albicilla），是原始腹足目蜑螺科蜑螺属的一种。主要分布于越南、新加坡、马来西亚、印度尼西亚、韩国、中国，常栖息在潮间带的岩砾底中。